# MUSIC-HDD
MUSIC-HDD W41T（みゅーじっく えいちでぃでぃ だぶりゅ よんいち てぃー）は、東芝、および東芝モバイルコミュニケーション社（現・FCNT）が開発した、auブランドを展開するKDDIおよび沖縄セルラー電話のCDMA 1X WIN（後のau 3G）の携帯電話である。

## 概要
既存のW31TおよびW32Tを基に再設計され、国内初のハードディスクドライブ(HDD)内蔵携帯電話として2006年（平成28年）2月に発売された。内蔵されているのは4GBの東芝製0.85インチHDD MK4001MTD（大きさは5円硬貨サイズ）で、そのために本体サイズや重量はかなり大きめとなっている（しかし、同時期に発売されたワンセグ対応端末のW41H（日立製）よりわずかに小さく軽い）。2016年（平成28年）8月現在、日本国内で生産された携帯電話端末としては唯一のHDD搭載機種である。
au LISTEN MOBILE SERVICEおよびBluetoothに対応しており、Bluetooth対応ヘッドホン（別売）を使用すればワイヤレスで音楽を聞くことができる。なお後発のW44T/TiMO W44T II/LEXUS W44T III、W52T、W54T、およびW62T、W64T、フルチェンケータイ re（W63S）、T002（TS002）、iidaブランドのPLY（TSX04）、法人専用音声用端末（E05SH、E06SH）を除くKCP+・KCP3.x対応機種と違いSCMS-Tに関しては本機は未サポート。

## 沿革
- 2006年（平成18年）1月19日 KDDI、および東芝より公式発表。
- 2006年2月9日 四国地方で発売。
  - 2006年2月10日 関東・九州・沖縄地方で発売。
  - 2006年2月11日 北海道・東北・中部・北陸・関西・中国地方で発売。
  - 2006年3月上旬 ビートブラックが遅れて発売。
- 2006年7月　販売終了。
- 2012年（平成24年）7月22日 - L800MHz帯（旧800MHz帯・CDMA Bandclass 3）による音声通話・データ通信の各サービスの停波に伴いそれ以降、当端末は利用不可となった。

## 対応サービス
- LISMO Music（ビデオクリップ非対応）
- EZ「着うたフル」
- EZ「着うた」
- EZナビウォーク
- EZチャンネル
- EZ・FM
- EZブック
- バーコードリーダー&メーカー（QRコード対応）
- ムービーメール(S/M/L)
- EZムービー(S/M/L/LL/QVGA)

## その他
- W41S、MUSIC-HDD(W41T)以外の2006年春モデルのCDMA 1X WIN端末は外部メモリにminiSDメモリーカードを採用している。
- 2006年発売のCDMA 1X WIN端末のうち、この端末のみ唯一赤外線通信を搭載していない。
- 2008年にW65K（京セラ）が発売されるまでは、本体・外部ストレージの最大合計が3GBを超えるau向け端末は本機が唯一であった。

## 注
1. ↑  付属の変換アダプタを利用する事で2GBまでのmicroSDカード利用する事も可能。